# Primo Bay
Primo Bay (Buenos Aires, 7 gennaio 1900 – novembre 1978) è stato un calciatore italiano, di ruolo centrocampista.
È noto anche come Bay I, per distinguerlo da Carlo Bay che era chiamato anche Bay II.

## Carriera
Nasce a Buenos Aires nel 1900. Debutta in massima serie con l'Alessandria nella stagione 1919-1920; con i grigi disputa complessivamente sei campionati, totalizzando 120 presenze e segnando 22 reti.
Lasciata l'Alessandria nel 1925, milita in seguito nei Vigevanesi, e nel campionato 1927-1928 disputa 10 gare e mette a segno 4 gol con la maglia della Fiorentina.
Negli anni seguenti milita nel Novara e torna infine a vestire la maglia dei Vigevanesi.
In occasione della gara Alessandria-Mantova del 19 novembre 1978 in sua memoria fu osservato un minuto di silenzio.